# Finlands bostadsmässa

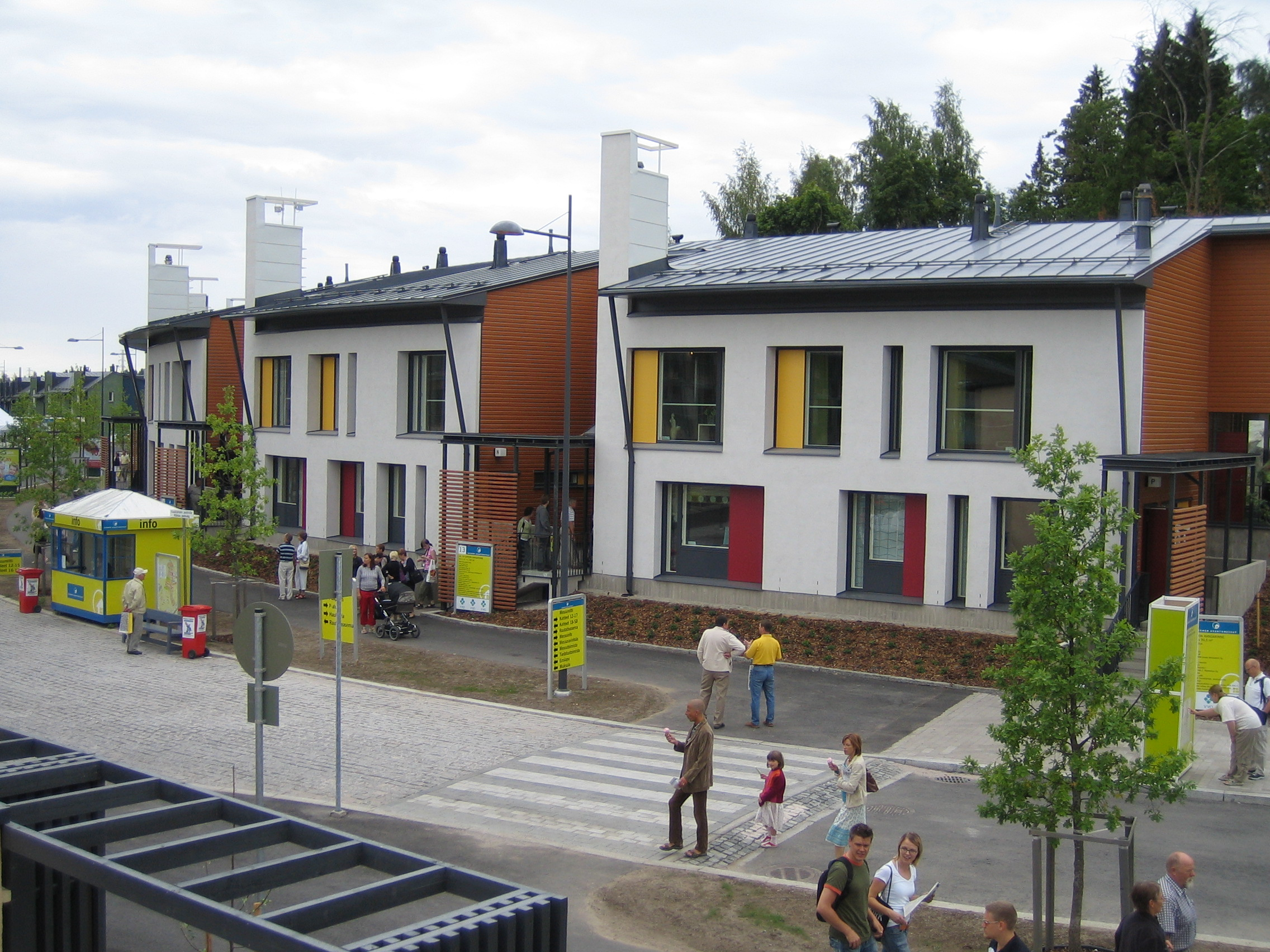
Bostadsmässan i Köklax 2006.

Finlands bostadsmässa (finska: Asuntomessut) är en årligen återkommande utställning, där man förevisar företrädesvis nybyggda småhus för allmänheten. Byggnaderna överlåts därefter till sina kommande ägare. Syftet med mässan är att öka allmänhetens kunskap om boende och förbättra bostadsplaneringens och -byggandets kvalitet. Verksamheten sköts av det kooperativa företaget Finlands Bostadsmässa i Helsingfors. Bostadsmässor har hållits i Finland sedan 1970 och idén har spritt sig till bland annat Sverige.
Vanligtvis har bostadsmässan ordnats i samarbete med kommunen och andelslaget Osuuskunta Suomen Asuntomessut. År 2027 kommer dock den första bostadsmässan att ordnas på privat mark, där kommunen inte är en av arrangörerna. Bostadsmässan kommer då att hållas i Sjundeå, och arrangören är golfanläggningen Pickala Rock Resort tillsammans med Osuuskunta Suomen Asuntomessut.

## Städer med Bostadsmässan
Förteckning över städer (och kommuner) som har haft eller ska ha Bostadsmässan:
| År                                                              | Stad (Område)                      | Besökare | Bostäder | Utställningslokaler |
| --------------------------------------------------------------- | ---------------------------------- | -------- | -------- | ------------------- |
| 1970                                                            | Tusby (Finnby)                     | 85 000   | 66       | 39                  |
| 1972                                                            | Kangasala                          | 165 000  | 155      | 46                  |
| 1974                                                            | Kervo                              | 175 000  | 162      | 40                  |
| 1975                                                            | Vasa                               | 46 000   | 170      | 29                  |
| 1975                                                            | Björneborg                         | 54 000   | 196      | 31                  |
| 1975                                                            | Karleby                            | 28 000   | 89       | 14                  |
| 1975                                                            | Tavastehus                         | 104 000  | 130      | 25                  |
| 1976                                                            | Uleåborg (Niittyaro)               | 88 000   | 205      | 51                  |
| 1977                                                            | Virmo                              | 121 000  | 40       | 26                  |
| 1977                                                            | Vanda (Varistorna)                 | 116 000  | 171      | 28                  |
| 1978                                                            | Lahtis                             | 176 000  | 210      | 47                  |
| 1979                                                            | Joutseno                           | 122 000  | 51       | 30                  |
| 1980                                                            | Kuopio                             | 171 000  | 181      | 50                  |
| 1981                                                            | Helsingfors (Trä-Vallgård)         | 21 000   | 30       | 6                   |
| 1981                                                            | Helsingfors (Torparbacken)         | 61 000   | 180      | 18                  |
| 1982                                                            | Forssa                             | 216 000  | 90       | 32                  |
| 1983                                                            | Kuusankoski                        | 121 000  | 43       | 28                  |
| 1985                                                            | Jyväskylä                          | 209 000  | 190      | 49                  |
| 1986                                                            | Imatra                             | 135 000  | 93       | 36                  |
| 1987                                                            | Torneå                             | 135 000  | 53       | 30                  |
| 1988                                                            | Åbo                                | 232 000  | 182      | 54                  |
| 1990                                                            | Tammerfors (Trä-Tammela)           | -        | 96       | 30                  |
| 1990                                                            | Tammerfors (Lapinniemi)            | 191 000  | 122      | 18                  |
| 1991                                                            | Varkaus (Niittylä)                 | -        | 38       | 6                   |
| 1991                                                            | Varkaus (Puurtila)                 | 202 000  | 110      | 46                  |
| 1992                                                            | Mäntsälä (Anttila)                 | 175 000  | 52       | 40                  |
| 1993                                                            | Lahtis (Pajapelto)                 | -        | 50       | 17                  |
| 1993                                                            | Lahtis (Paavola)                   | 62 000   | 340      | 39                  |
| 1994                                                            | Jakobstad (Korsgrundet)            | 157 000  | 69       | 35                  |
| 1995                                                            | Joensuu (Marjala)                  | 191 000  | 200      | 47                  |
| 1996                                                            | Ylöjärvi                           | 262 000  | 200      | 47                  |
| 1997                                                            | Reso (Kattellus)                   | 205 000  | 170      | 59                  |
| 1998                                                            | Rovaniemi landskommun (Saarenkylä) | 117 000  | 67       | 32                  |
| 1999                                                            | Villmanstrand (Kanavasuu)          | 228 000  | 84       | 43                  |
| 2000                                                            | Tusby (Nummenharju)                | 271 000  | 127      | 55                  |
| 2001                                                            | Kajana (Onnela)                    | 154 682  | 98       | 37                  |
| 2002                                                            | Kotka (Hirssaari)                  | 200 138  | 90       | 46                  |
| 2003                                                            | Laukas (Pellosniemi)               | 177 039  | 52       | 26                  |
| 2004                                                            | Heinola (Tähtiniemi)               | 191 254  | 45       | 38                  |
| 2005                                                            | Uleåborg (Toppilansaari)           | 121 110  | 160      | 49                  |
| 2006                                                            | Esbo (Köklax)                      | 174 509  | 263      | 58                  |
| 2007                                                            | Tavastehus (Harvoilanmäki)         | 195 509  | 263      | 54                  |
| 2008                                                            | Vasa (Sunnanvik)                   | 140 837  | 130      | 47                  |
| 2009                                                            | Valkeakoski (Lintula)              | 142 386  | 42       | 40                  |
| 2010                                                            | Kuopio (Saaristokaupunki)          | 158 344  | 47       | 39                  |
| 2011                                                            | Karleby                            | 127 570  | -        | 41                  |
| 2012                                                            | Tammerfors (Vuores)                | 145 510  | 185      | 39                  |
| 2013                                                            | Hyvinge (Metsäkalteva)             | 131 030  | 29       | 33                  |
| 2014                                                            | Jyväskylä (Äijälänranta)           | 114 941  | 89       | 44                  |
| 2015                                                            | Vanda (Kivistö)                    | 138 756  | 359      | 41                  |
| 2016                                                            | Seinäjoki (Pruukinranta)           | 130 661  | -        | -                   |
| 2017                                                            | S:t Michel (Kirkonvarkaus)         | 134 497  | -        | -                   |
| 2018                                                            | Björneborg (Fästranden)            | 119 703  | -        | -                   |
| 2019                                                            | Kouvola (Pioneeripuisto, Koria)    | 114 156  | -        | -                   |
| 2020                                                            | Tusby (Regementsparken)            | 68 442   | -        | -                   |
| 2021                                                            | Lojo (Hiidensalmi)                 | 81 554   |          |                     |
| 2022                                                            | Nådendal (Luonnonmaa)              | 116 000  |          |                     |
| 2023                                                            | Lovisa (Drottningstranden)         |          |          |                     |
| 2024                                                            | Kervo (Postlars) inhiberat         | -        | -        | -                   |
| 2025                                                            | Uleåborg (Hartaanselkä)            |          |          |                     |
| 2027                                                            | Riihimäki, inhiberat               | -        | -        | -                   |
| 2027                                                            | Sjundeå (Pickala Rock Resort)      |          |          |                     |
| Källa 1970–2015: Suomen Asuntomessujen virallinen verkkosivusto |                                    |          |          |                     |
| Källa 2016–2020 (besökare): vanha.asuntomessut.fi               |                                    |          |          |                     |